# Oxitocina
La oxitocina (del griego ὀξύς oxys "rápido" y τόκος tokos "nacimiento"), es una hormona cuya función más conocida es la estimulación de las contracciones uterinas durante el parto y la liberación de leche durante la lactancia, se produce por los núcleos supraóptico y paraventricular del hipotálamo y es liberada a la circulación a través de la neurohipófisis. 
Ejerce funciones como neuromodulador en el sistema nervioso central modulando comportamientos sociales, sentimentales, patrones sexuales y la conducta parental. Se presenta mayormente cuando el individuo experimenta sensaciones muy agradables.

En las mujeres, la oxitocina es igualmente liberada en grandes cantidades tras la distensión del cuello uterino (cérvix) y la vagina durante el parto, así como en la eyección de la leche materna en respuesta a la estimulación del pezón por la succión del bebé, facilitando por tanto el parto y la lactancia, y luego del orgasmo, por lo que se asocia con el placer sexual y la formación de vínculos emocionales.

En el cerebro, la oxitocina parece estar involucrada en el reconocimiento y establecimiento de relaciones sociales y podría estar involucrada en la formación de relaciones de confianza y generosidad entre personas.

## Historia del descubrimiento
En 1953 se descubrió que la oxitocina era un péptido corto que contenía 9  aminoácidos, con un puente disulfuro entre dos mitades de cistina en posición 1 y 6. Por la síntesis de esta hormona Du Vigneaud recibió en 1955 el premio Nobel de química.

## Síntesis y secreción

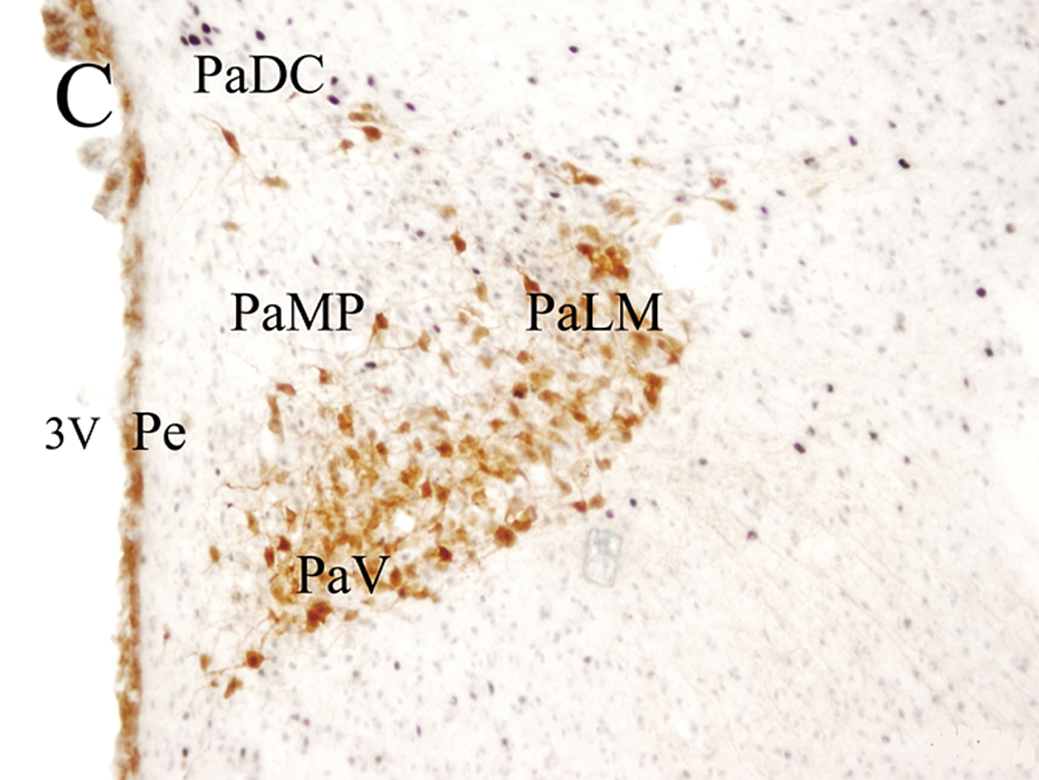
Neuronas magnocelulares secretoras de oxitocina. PaLM parte magnocelular lateral. Núcleo PVN.

La oxitocina es una hormona y un neuropéptido, sintetizada por células nerviosas neurosecretoras magnocelulares en el núcleo supraóptico (SON en inglés) y el núcleo paraventricular (PVN en inglés) del hipotálamo, de donde es transportada por su proteína transportadora, neurofisina, a lo largo de los axones de las neuronas hipotalámicas hasta sus terminaciones en la porción posterior de la hipófisis (neurohipófisis), donde se almacena y desde donde es segregada al torrente sanguíneo.
 
La secreción de esta molécula en las terminaciones neurosecretoras está regulada por la actividad eléctrica de las células de oxitocina del hipotálamo. Estas células generan potenciales de acción, que se propagan a lo largo de sus axones, hasta la neurohipófisis. Estas fibras axonales contienen gran cantidad de vesículas ricas en oxitocina, que se liberan por exocitosis cuando se despolarizan sus terminales neurosecretoras.
En las ratas de laboratorio, se demostró que la oxitocina se produce en unas ≈9000 neuronas magnocelulares hipotalámicas, cada una de las cuales envía un axón a la neurohipófisis, donde desarrolla unas 2000 varicosidades neurosecretoras.

### Estructura y relación con la vasopresina
La oxitocina es un péptido de nueve aminoácidos (un nonapéptido). Su secuencia es: 
cisteína-tirosina-isoleucina-glutamina-asparagina-cisteína- prolina-leucina-glicina
Cys-Tyr-Ile-Gln-Asn-Cys-Pro-Leu-Gly (en el sistema de tres letras),
CYIQNCPLG (en la forma de notación de una letra).
Los residuos de cisteína forman un puente disulfuro. La oxitocina tiene una masa molecular de 1007 daltons. Una unidad internacional (UI) de oxitocina equivale a unos 2 microgramos de péptido puro.
La estructura de la oxitocina es muy similar a la de la vasopresina (cisteína - tirosina - fenilalanina - glutamina - asparagina - cisteína - prolina - arginina - glicina), también un nonapéptido asimismo con un puente disulfuro, cuya secuencia difiere de la oxitocina en solo dos aminoácidos. Una tabla mostrando las secuencias de miembros de la superfamilia vasopresina/oxitocina y las especies que las expresan está disponible en el artículo sobre vasopresina. La oxitocina y la vasopresina fueron aisladas por Vincent du Vigneaud en 1953, trabajo por el cual recibió el premio Nobel de química en 1955.
La oxitocina y la vasopresina son las únicas hormonas conocidas liberadas por la glándula pituitaria posterior en humanos que actúan a distancia. Sin embargo, las neuronas oxitócicas fabrican otros péptidos, incluyendo la hormona liberadora de corticotropina (CRH) y dinorfina, por ejemplo, que actúan localmente. Las neuronas magnocelulares que fabrican oxitocina están adyacentes a las neuronas magnocelulares que sintetizan vasopresina y son similares en muchos aspectos.

## Liberación de la oxitocina
Los principales estímulos que provocan la liberación de la oxitocina hacia la corriente sanguínea son la succión del pezón, estimulación de genitales y distensión del cuello uterino, un estímulo que se conoce como Reflejo de Ferguson.

## Efectos de la oxitocina
La oxitocina (OXT) posee efectos periféricos (hormonales) y centrales en el cerebro (neurotransmisor).

Los efectos de OXT están mediados por receptores específicos (OXT-R) de alta afinidad . El receptor de la oxitocina es un receptor acoplado a proteína G que requiere Mg++ y colesterol. Pertenece al grupo de receptores acoplados a proteína G del tipo de la rodopsina (clase I) Gαq.

### Acciones periféricas (hormonales)
Las acciones periféricas de la oxitocina (OXT) se deben principalmente a la secreción en la glándula pituitaria (véase receptor de oxitocina (OXT-R) para más detalles).
Las funciones más conocidas y mejor establecidas de la OXT son la estimulación de las contracciones uterinas durante el parto y la liberación de leche durante la lactancia. 
- Contracción uterina - importante para la dilatación cervical previa al parto, así como contracciones durante las fases secundaria y terciaria del parto. En humanos, los niveles de circulación de oxitocina no aumentan significativamente durante el embarazo o el comienzo del parto. Se producen algunos cambios en la oxitocina circulante a medida que aumentan sus niveles en la etapa expulsiva y también se producen cambios pulsátiles en las mujeres embarazadas a término. Dado que la oxitocina contribuye a la contracción del miometrio, su receptor OXT-R, ha sido un objetivo para los agentes que frenan las contracciones.[10]

La liberación de oxitocina durante la lactancia causa también contracciones moderadas y a menudo molestas durante las primeras semanas de la lactancia, lo que ayuda a la recuperación del útero y la coagulación del área de unión de la placenta tras el parto. Sin embargo, en estudios hechos con ratones carentes del receptor específico de oxitocina (OXT-R), la conducta reproductiva y de parto era normal.
- Lactancia – en madres que dan pecho a sus hijos, la oxitocina actúa en las glándulas mamarias causando la secreción de la leche hacia una cámara colectora, desde la cual puede extraerse por succión del pezón. La sensación de la succión del bebé en el pezón se transmite por nervios espinales al hipotálamo. La estimulación del mismo induce a las neuronas productoras a fabricar oxitocina disparando los potenciales de acción en ráfagas intermitentes; estas ráfagas resultan en la secreción de pulsos de oxitocina desde las terminales nerviosas neurosecretoras de la glándula hipófisis (activando la secreción de leche y cerrando el círculo de retroalimentación positiva).

- La relación entre oxitocina y respuesta sexual humana es incierta. Al menos dos estudios sin control han encontrado aumento en los niveles sanguíneos de oxitocina durante el orgasmo -tanto en hombres como en mujeres.[12][13] Los autores de uno de estos estudios especulan que los efectos de la oxitocina en la capacidad de contracción muscular genital puede facilitar el transporte del esperma y el óvulo.[12] En 1987 en un estudio realizado en hombres, encontraron que los niveles de oxitocina se elevaban durante la estimulación sexual, y que no se producía un incremento agudo en el momento del orgasmo.[14] Un estudio más reciente en varones encontró un aumento de oxitocina en plasma sanguíneo inmediatamente después del orgasmo, pero solo en una porción de la muestra que no llegó a alcanzar significancia estadística. Los autores denotaron que estos cambios "pueden reflejar simplemente propiedades contráctiles del tejido reproductivo".[15]
- Debido a su similitud con la vasopresina, puede reducir ligeramente la excreción de orina. Más importante, en algunas especies, la oxitocina puede estimular la excreción de sodio por los riñones (natriuresis), y en humanos, dosis altas de oxitocina pueden dar lugar a hiponatremia.
- La oxitocina y sus receptores se encuentran también en el corazón,y la hormona puede tener un papel importante en el desarrollo del sentimiento del amor, que le sucede al ser humano cuando se enamora, conductas tales como palpitaciones, activación de las glándulas sudoripadas (sudoración), alegría, entre otras conductas que promueven la diferenciación de cardiomiocitos.[16][17] Sin embargo, no se ha reportado que la ausencia de oxitocina o de su receptor en ratones knockout resulte en insuficiencias cardíacas.[11]
- Modulación de la actividad del eje hipotalámico-pituitario-adrenal. La oxitocina, en ciertas circunstancias, inhibe indirectamente la liberación de hormona adrenocorticotropa y de cortisol y, en estas situaciones, puede considerarse un antagonista de la vasopresina.[18]

### Acciones en el cerebro y efectos en el comportamiento
La oxitocina secretada por la Neurohipófisis a la sangre no puede volver a entrar en el cerebro debido a la barrera hematoencefálica. Por tanto, se piensa que los efectos conductuales de la oxitocina reflejan su liberación por neuronas oxitócicas centrales, diferentes de las que la secretan en la hipófisis. Los receptores de oxitocina se expresan en neuronas en muchas partes del cerebro y la médula espinal, incluyendo la amígdala, Núcleo accumbens, Hipotálamo preóptico medial, hipotálamo ventromedial, núcleo del lecho de la estría terminal, septum, sustancia gris central y tallo cerebral.
- Excitación sexual. La oxitocina inyectada en el fluido cerebroespinal causa erecciones espontáneas en ratas,[19] y refleja efectos en el hipotálamo y espina dorsal.
- En los roedores Microtus ochrogaster, la oxitocina liberada en el cerebro de la hembra durante la actividad sexual es importante para el establecimiento de lazos de pareja monogámica con su pareja sexual. La vasopresina parece tener un efecto similar en machos.[20] En humanos, se ha reportado una concentración de oxitocina en plasma superior entre personas que dicen estar enamorándose. La oxitocina tiene un papel en conductas del comportamiento en múltiples especies y por tanto parece probable que tenga papeles similares en humanos.
- Disminución del autismo. Un estudio de 1998 encontró niveles significativamente menores de oxitocina en el plasma sanguíneo de niños autistas.[21] Un estudio de 2003 encontró un descenso del espectro de conductas repetitivas autistas cuando se administraba oxitocina intravenosa.[22]Un estudio de 2007 reportó que la oxitocina ayudaba a adultos autistas a retener la habilidad de evaluar el significado emotivo de la entonación al hablar.[23]
 Ejemplo de ello es que investigaciones han descubierto que la ausencia de la hormona oxitocina podría desempeñar un papel relevante en la aparición del autismo.[24]
- También se piensa que su función está asociada con el contacto y el orgasmo.

- Lazos maternales. Las hembras de oveja y rata que reciben antagonistas de oxitocina después de dar a luz no exhiben la conducta materna típica. En contraste, ovejas hembra vírgenes muestran una conducta maternal hacia corderos extraños al recibir una infusión cerebroespinal de oxitocina, lo que no harían de otro modo.[25] Estudios realizados con ovejas que no están en período de gestación muestran que el suministro de oxitocina en el cerebro produce reflejos maternales artificialmente. La administración de estrógenos y progesterona, así como una estimulación vaginal cervical (sexual), producen ese mismo efecto. Por el contrario, si la oveja se encuentra bajo los efectos de la anestesia epidural, el efecto anterior es neutralizado.[26] Los bebés reconocen las vocalizaciones que las madres dirigen hacia ellos, lo que induce procesos hormonales complejos que ejercen una influencia especialmente en el apego entre madre e hijo y en el comportamiento del bebé. En un niño que sufre de estrés, la consolación proveniente de la voz de su madre activa un proceso hormonal muy parecido al de un niño que recibe un estímulo físico. La voz activa la producción de oxitocina en el ser humano, mientras que en el caso de las ratas es necesario un contacto físico para producir dicho efecto.[27]
- Aumento de confianza y reducción del miedo social. En un juego de inversiones arriesgadas, los sujetos experimentales que recibieron oxitocina administrada nasalmente mostraron "el nivel más alto de confianza" dos veces más frecuentemente que el grupo de control. Los sujetos a quienes se les dijo que estaban interactuando con un computador no mostraron esta reacción, lo que lleva a la conclusión de que la oxitocina no estaba afectando únicamente a la percepción de riesgo-aversión.[28] También se ha reportado que la oxitocina administrada nasalmente reduce el miedo, posiblemente inhibiendo la amígdala (que se piensa es responsable de las respuestas al miedo).[29]

Sin embargo, no hay evidencia concluyente de que la oxitocina consiga acceder al cerebro por administración nasal. Por todo ello, esta hormona está adquiriendo cada vez mayor importancia en la neuroeconomía, ciencia que estudia los mecanismos cerebrales implicados en la toma de las decisiones financieras.
- Acción sobre la generosidad aumentando la empatía durante la toma de perspectiva. En un experimento neuroeconómico, la oxitocina intranasal aumentó la generosidad en el Juego del ultimátum un 80 % pero no tuvo efecto en el Juego del dictador que mide el altruismo. La toma de perspectiva no es necesaria en el Juego del Dictador, pero los investigadores de este experimento indujeron explícitamente la toma de perspectiva en el Juego del Ultimátum al no indicar a los jugadores en qué papel participarían.[5]
- De acuerdo a algunos estudios en animales, la oxitocina inhibe el desarrollo de tolerancia a varias drogas adictivas (opiáceos, cocaína, alcohol) y reduce los síntomas de abstinencia.[30]
- Preparación de las neuronas fetales para el parto. Cruzando la placenta, la oxitocina materna llega al cerebro fetal e induce un cambio en la acción del neurotransmisor GABA de excitador a inhibidor en las neuronas corticales fetales. Esto silencia al cerebro fetal durante el proceso del parto y reduce su vulnerabilidad a la hipoxia.[31]
- Algunas funciones de aprendizaje y memoria se ven disminuidas por la administración central de oxitocina.[19]
- La droga MDMA (éxtasis) puede aumentar los sentimientos amorosos, empáticos y de conexión a otros estimulando la actividad de la oxitocina mediante la activación de receptores 5-HT1A de serotonina, si los estudios iniciales en animales son extrapolables a humanos.[32]

### Oxitocina en el acto sexual
Las hormonas oxitocina y vasopresina están implicadas en la regulación de la motivación sexual tanto masculina como femenina. La oxitocina se libera en el orgasmo y se asocia con el placer sexual y la formación de vínculos emocionales. Basado en el modelo de placer de la motivación sexual, el aumento en el placer de la relación sexual que ocurre después de la liberación de oxitocina puede alentar la motivación para participar en futuras actividades de reproducción sexual. La cercanía emocional puede ser un predictor especialmente fuerte de la motivación sexual en las mujeres y la liberación insuficiente de oxitocina puede disminuir posteriormente la excitación y la motivación de la reproducción sexual en las mujeres.
Los altos niveles de vasopresina pueden conducir a una disminución en la motivación sexual para las hembras. Un vínculo entre la liberación de vasopresina y la agresión ha sido observado en las hembras, lo que puede afectar a la excitación sexual y la motivación que lleva a sentimientos de abandono y de la hostilidad hacia la pareja sexual. En los hombres, la vasopresina está involucrada en la fase de excitación. Los niveles de vasopresina han demostrado aumentar durante la respuesta eréctil en la excitación, y la disminución de valores basales tras la eyaculación. El aumento de la vasopresina durante la respuesta eréctil puede estar directamente asociado con el aumento de la motivación para participar en el comportamiento sexual.

### Oxitocina y adultos mayores
La generación de la oxitocina tiene efectos positivos en los adultos mayores. Entre ellos se encuentran el ser un agente rejuvenecedor ayudando a mantener la regeneración muscular. Además, ayuda a prevenir la demencia senil incluso, para algunos casos, aliviar sus síntomas.

## Formas farmacéuticas
La oxitocina se comercializa como Oxitocina (medicación). La oxitocina se destruye en el tracto gastrointestinal, y por tanto debe administrarse en forma de inyección o como un spray nasal. Tiene una vida media típica de tres minutos en sangre. Administrada de forma intravenosa no puede entrar al cerebro en cantidades significativas debido a que no puede cruzar la barrera hematoencefálica. No hay evidencia de una entrada significativa de oxitocina al sistema nervioso central cuando se administra como spray nasal. Los sprays nasales de oxitocina se han usado para estimular la lactancia, pero la eficiencia de esta aplicación es dudosa.
Se usan análogos de la oxitocina inyectados para inducir y favorecer el parto en caso de partos detenidos. Ha reemplazado generalmente a la ergotamina y ergonovina o ergometrina como el principal agente para incrementar el tono uterino en la hemorragia postparto. La oxitocina se usa también en medicina veterinaria para facilitar el parto y ayuda al descenso de la leche.

El agente tocolítico atosiban actúa como antagonista de los receptores de oxitocina; esta droga está registrada en muchos países para suprimir los partos prematuros entre las semanas 24 y 31 de la gestación. Tiene menos efectos secundarios que otras drogas usadas previamente con este objetivo (ritodrina, salbutamol y terbutalina).

### Reacciones adversas potenciales
La oxitocina es relativamente segura usada a las dosis recomendadas. Posibles efectos secundarios incluyen:
- Sistema Nervioso Central: hemorragia subaracnoidea, crisis epilépticas.
- Sistema cardiovascular: taquicardia, hipertensión arterial, aumento del retorno venoso sistémico, aumento de carga cardíaca y arritmias.
- Genitourinario: problemas de flujo sanguíneo uterino, hematoma pélvico, contracciones uterinas tetánicas, ruptura uterina, hemorragia postparto.
- La administración intravenosa directa sin supervisión profesional de la oxitocina está asociada a hipertonía uterina, rotura uterina, retención placentaria.

## Evolución
Virtualmente todos los vertebrados tienen una hormona nonapeptídica similar a la oxitocina que facilita las funciones reproductivas y una hormona nonapeptídica similar a la vasopresina involucrada en la regulación hídrica. Los dos genes se encuentran siempre uno cercano al otro (separados por menos de 15 000 pares de bases) en el mismo cromosoma y se transcriben en direcciones opuestas. Se piensa que ambos genes resultaron de un evento de duplicación génica; el gen ancestral se estima que tiene unos 500 millones de años y se encuentra en ciclóstomos (miembros modernos de los Agnatha).